# فرودگاه بین‌المللی الکساندریا (لوییزیانا)
فرودگاه بین‌المللی الکساندریا (لوییزیانا) (به انگلیسی: Alexandria International Airport (Louisiana)) یک فرودگاه همگانی بهره‌برداری هوایی با کد یاتا AEX است که یک باند فرود بتن دارد و طول باند آن ۲۸۵۰ متر است. این فرودگاه در کشور ایالات متحده آمریکا قرار دارد و در ارتفاع ۲۷ متری از سطح دریا واقع شده‌است.

## شرکت‌های هواپیمایی و مقصدهای پروازی

### مسافری
| شرکت‌های هواپیمایی | مقصدهای پروازی          |
| ----------------- | ----------------------- |
| امریکن ایگل       | دالاس-فورت ورث          |
| دلتا کانکشن       | هارتسفیلد-جکسون آتلانتا |
| یونایتد اکسپرس    | جرج بوش                 |

All three airlines serving Alexandria operate either Canadair or امبرائر regional jet aircraft.  In addition to scheduled passenger airline services, the airport has also handled numerous charters performed by large, widebody passenger aircraft (with an example being the مک‌دانل داگلاس ام‌دی-۱۱ jetliner) that were supporting military personnel transportation requirements.

### Statistics
| Carrier    | Passengers (arriving and departing) |
| ---------- | ----------------------------------- |
| ExpressJet | ۱۸۲,۰۰۰(74.43%)                     |
| انووی ایر  | ۶۲,۵۸۰(25.57%)                      |

| Rank | Airport                 | Passengers | Airline          |
| ---- | ----------------------- | ---------- | ---------------- |
| 1    | هارتسفیلد-جکسون آتلانتا | 58,000     | Delta Connection |
| 2    | دالاس-فورت ورث          | 38,000     | American Eagle   |
| 3    | جرج بوش                 | 38,000     | United Express   |